# Miiamilla Kindermuseum
Het Miiamilla Kindermuseum (Ests: Lastemuuseum Miiamilla) is een museum gelegen in het Kadriorgpark in de Estse hoofdstad Tallinn. Het gebouw waar het museum momenteel gehuisvest is, werd tussen 1936 en 1937 gebouwd door de architecten Alar Kotli en Villem Seidra als het hoofdgebouw van het Kadriorg kinderpark. Het gebouw is een kleinere replica van het nabijgelegen presidentieel paleis, dat ook in hetzelfde jaar werd ontworpen door Kotli. Tijdens de Sovjettijd had het gebouw verschillende functies, zoals een sportschool en later een bibliotheek. Na jaren van verval werden de faciliteiten van het Kinderpark gerenoveerd, en in 2009 werd het Kindermuseum hier geopend als een tak van het Stadsmuseum van Tallinn.